# Algemene begraafplaats van Cadzand
De Algemene begraafplaats van Cadzand is een gemeentelijke begraafplaats in het Nederlandse dorp Cadzand (gemeente Sluis) in de provincie Zeeland. De begraafplaats ligt langs de Erasmusweg op 150 m ten noorden van het dorpscentrum (Mariakerk). Ze heeft een rechthoekig grondplan met een oppervlakte van 4.200 m² en wordt omsloten door hagen en heesters. De toegang bestaat uit een dubbel metalen traliehek. 

## Britse militaire graven
Direct na de toegang ligt een perk met de graven van 8 Britse gesneuvelden uit de Tweede Wereldoorlog. Twee ervan konden niet meer geïdentificeerd worden maar één van deze was een matroos van de Royal Navy. Hun graven worden onderhouden door de Commonwealth War Graves Commission en zijn daar geregistreerd onder Cadzand General Cemetery.